# KVC Willebroek-Meerhof
Maillots
Dernière mise à jour : 2 janvier 2013.
Le Koninklijke Voetbalclub Willebroek-Meerhof (ou K. VC Willebroek-Merhof) fut un club belge de football basé à Willebroek. Fondé en 1919, ce club portait le matricule 85. Ses couleurs sont Orange et Noir jusqu'à la fusion intervenant en 2000.
Le club tire sa dernière appellation d'une fusion, intervenue en juillet 2000, entre le "K. Willebroekse SV" (matricule 85) et le "K. VC Meerhof" (matricule 7587).
En 2010-2011, le matricule 85 évoluait en Promotion pour ce qui était sa 67e saison en séries nationales (dont 2 au 2e niveau). En mars, pour ne pas avoir su respecter un délai de paiement à d'anciens joueurs, le club fut suspendu par la fédération en mars 2011. Un sursis est encor obtenu, mais à la suite d'une mise en liquidation volontaire, le club ne preste pas les 29e et 30e journées. Faute de repreneur, le club n'est pas réaligné en 4e Provinciale et son matricule disparaît.
NOTE: Dès 2011, un nouveau club est constitué et affilié à l'Union Belge. Débutant ses activités le 1er juillet 2011, ce cercle reprend l'appellation historique de Willebroekse Sport Vereniging (ou Willebroekse SV) tout comme il réadopte les couleurs Orange et Noir. Il se voit attribuer le matricule 9574.

## Repères historiques
- 1919 : 16/09/1919, Fondation de WILLEBROEKSCHE SPORTVEREENIGING. Ce club s'affilia, le 29/08/1919 à l'UBSFA (future URBSFA)[1].
- 1926 : WILLEBROEKSCHE SPORTVEREENIGING se vit attribuer le matricule 85[1].
- 1951 : 24/03/1951, WILLEBROEKSCHE SPORTVEREENIGING (85) fut reconnu Société Royale et prit le nom de KONINKLIJKE WILLEBROEKSE SPORTVERENIGING (85), le 02/07/1951[1].
- 1965 : 06/09/1965, Fondation de FOOTBALL CLUB MEERHOF. Ce club s'affilia à une Fédération travailliste (rivale de l'URBSFA) où il évolua durant cinq ans[1].
- 1971 : 08/04/1971, FOOTBALL CLUB MEERHOF changea sa dénomination en FOOTBALL CLUB MEERHOF WILLEBROEK. Sous ce nouveau nom, le club s'affilia, le 30/06/1971, à l'URBSFA qui lui attribua le matricule 7587[1].
- 2000 : 01/07/2000, Fusion entre KONINKLIJKE WILLEBROEKSE SPORTVERENIGING (85) et FOOTBALL CLUB MEERHOF WILLEBROEK (7587) pour former KONINKLIJKE VOETBALCLUB WILLEBROEK-MEERHOF (85)[1].
- 2010 : Juillet 2010, le Comité Directeur de KONINKLIJKE VOETBALCLUB WILLEBROEK-MEERHOF (85) vota la mise en liquidation de l'ASBL. Toutefois, après maintes réunions et discussions, le club parvint à aligner son équipe première en championnat de Promotion.
- 2011 : 31 Mars 2011, l'URBSFA suspend le matricule 85[2].

## Le Club

### Des débuts laborieux
Les origines du club remontent au mois de novembre 1907. Des archives de l'époque montrent que des amateurs de football étaient à la recherche d'endroits où pouvoir pratiquer leur sport favori. Rien de bien concret ne fut cependant entrepris et le déclenchement de la Première Guerre mondiale n'arrangea pas les choses. Il fallut attendre 1919 pour que la jeunesse locale ne trouve réellement ce qu'elle cherchait. 
En mai 1919, une première réunion se tint au café "Harmonie" tenu par Mme Veuve van Herpe, dans la Kloosterstraat. À cette occasion, un accord fut trouvé pour fonder un club de football dans la commune de Willebroek. En plus du football, les personnes parlèrent de sections relatives à d'autres sports, comme le tennis, l'athlétisme, le handbal ou l'escrime. Le Règlement général de la future association fut débattu au terme de plusieurs réunions qui eurent lieu dans le même établissement ainsi qu'au "Molenhuis". ce dernier établissement devint, par la suite, le premier local du club. Le 12 juin 1919 se déroula la première Assemblée Générale du Willebroekse Sportvereeniging, au "Roxy Hall", sous la présidence de Theo de Moor. Tous les dirigeants et joueurs nécessaires au fonctionnement du club étaient présents. Il ne manquait qu'une chose: un terrain de jeu et ses accommodations !
Avec force, caractère et sueur, les membres rendirent jouable un endroit appelé "Den Ijzeren". Mais rapidement le propriétaire des lieux revint sur ses engagements et promesses. Si bien qu'après une seule rencontre amicale, Willebroekse SV dut se chercher un autre terrain. Les fondateurs ne perdirent pas courage et négocièrent avec un certain Van Wincxtenhoven. Toutefois, les frais étaient importants et les créateurs du club n'étaient pas millionnaires. Finalement, sous l'égide d'un notaire, un accord fut conclu pour une somme (importante pour l'époque) de 6 000 francs belges.
Les membres de l'association se retroussèrent à nouveau les manches, déblayèrent et rendirent jouable la surface mise à leur disposition. Par manque de budget, il ne fut pas question de tribune, ni de buvette ni même de vestiaires. Pour ceux-ci, on employa l'arrière-salle du café "De Laet", situé à sur la Mechelsesteenweg (chaussée de Malines). Les joueurs devaient se rendre à pied jusqu'au terrain. Cette situation ne pouvant durer, un accord fut conclu avec l'entrepreneur Henri Pickery (futur Président) qui mit à disposition des matériaux venant d'un bâtiment démoli pour construire des vestiaires. Les compléments nécessaires furent achetés. Willebroekse SV put alors demander son affiliation auprès de l'UBSFA (future URBSFA). Celle-ci fut entérinée le 16 septembre 1919. Les couleurs initiales du club étaient Orange et Noir.

### 54 ans en séries nationales
Le club connut une première décennie d'existence relativement calme et évolua dans les plus basses séries (à l'époque 3e Provinciale Anvers, la P1 actuelle n'exista qu'à partir de 1952). En décembre 1926, le club se vit attribuer le matricule 85.
En 1930, Willebroekse SV se retrouva de nouveau dans les difficultés concernant son terrain. Il fut prié de quitter l'endroit occupé. Après maintes difficultés, le club trouva un site dans la Appeldonkstraat. Une partie de l'endroit fut acheté, l'autre loué. En l'espace de dix jours, un terrain de football sortit de terre avec des balustrades bétonnées tout autour, des guichets d'entrée et des vestiaires temporaires! Willebroekse SV termina dernier, mais à la suite d'une refonte des séries provinciales, il ne fut pas relégué. Les aménagements avaient coûté très cher. De l'extérieur, l'association donnait l'impression d'être un "club riche" d'autant que tous les déplacements se faisaient avec des voitures particulières. Dans la réalité, on ne pouvait pas vraiment parler de "club riche", mais il avait des sympathisants qui le soutenaient. Ce fut ainsi que les installations furent aménagées et modernisées pour devenir un des plus beaux complexes de la Province d'Anvers, le stade Henry Pickery.
À la fin de la saison 1935-1936, Willebroekse SV monta en séries nationales. Le matricule 85 y resta 54 ans consécutifs, soit jusqu'au terme de la saison 1989-1990. Les débuts en "nationales" du club furent assez positif avec, lors des trois premières années, un classement dans les cinq premiers de sa série.
À l'instar de presque tous les autres clubs, Willebroekse SV souffrit des effets de la Seconde Guerre mondiale. Perte de joueurs (mobilisés, prisonniers, ou... disparus), compétitions difficiles à organiser, ... Toutefois, les membres et les supporters tentèrent de faire « contre mauvaise fortune, bon cœur ». L'atmosphère resta bonne et les peines dues au conflit et à l'occupation semblèrent mois rudes.
À la fin des hostilités, Willebroekse SV resta au 3e niveau national jusqu'en 1952. Lors de la saison 1948-1949, le club frôla la montée mais dut finalement s'avouer vaincu, 4 points derrière la R. Union Hutoise FC. En 1952, Willebroek recula d'un rang lors de la création de l'actuelle Promotion. Mais après une saison, le matricule 85 remonta dans ce qui était devenu la Division 3. Le club avait pourtant laissé partir deux de ses éléments les plus talentueux : Jean Van Steen (à Anderlecht) et Cyriel De Borger (au Racing CB).
Willebroekse SV joua douze saisons consécutives en "D3" avant de connaître sa plus belle période. En 1960, 1961 et 1962, le club termina "vice-champion" avant de connaître deux saisons en milieu de tableau. À la fin du championnat 1964-1965, avec l'ancien international de l'Antwerp, Bob Martens comme joueur-entraîneur, le matricule 85 conquit le titre et monta en Division 2. Lors de la saison du titre, Willebroek signa un bel exploit. Le 16 janvier 1964, il alla éliminer le Standard à Sclessin, en huitièmes de finale de la Coupe de Belgique, après un partage (1-1) et deux séries de tirs au but.
Le matricule 85 resta deux saisons en "D2" puis redescendit pendant sept saisons en "D3". Au terme de la saison 1971-1972, Willebroek fut relégué au 4e niveau. Lors de la dernière journée, le club devait s'imposer pour éviter la descente. Mais contre ses « voisins » de Puurs, il s'inclina (0-3). Deux saisons plus tard, le club remonta en terminant derrière Dendermonde invaincu. Cette saison-là, à la suite du passage de la D1 de 16 à 20 clubs, les deux premiers de chaque série de Promotion furent promus vers la "D3".
Willebroekse SV demeura huit nouvelles saisons au 3e étage du football belge. Lors de la saison suivant sa remontée, le club faillit accéder à la « D2 », mais échoua de peu derrière La Gantoise. En 1983, le matricule 85 redescendit en Promotion. Lors de la saison 1983-1984, il perdit un match par forfait (à Vosselaar) pour être arrivé en retard pour le coup d'envoi! À la suite de cette sanction, le club dut jouer un test-match contre Pâturages pour éviter la relégation. Sur le terrain de Grimbergen, Willebroek s'imposa (0-1).
Le samedi 16 juin 1984, le K. Willebroekse SV inaugure son nouveau stade (qui est toujours le sien en 2011), baptisé "De Schalk" avec un match de gala contre le KV Mechelen (défaite 1-3).

### Les finances, frein à l'ambition sportive
Au terme de la saison 1989-1990, le matricule 85 quitta les séries nationales après 51 saisons de présence (en 54 ans). Il rejoua en "nationales" de 1992 à 1995 puis dut à nouveau descendre en proie à des difficultés financières. En janvier 1995, le club fut réorganisé en interne et se refit une certaine santé en P1 anversoise à partir de la saison suivante.
En 1998, le K. Willebroekse SV réintégra les séries nationales qu'il ne quitta plus depuis. Mais les soucis financiers n'avaient pas tout à fait disparu. Cherchant de l'aide auprès des milieux politiques, le club parvint à faire rénover ses installations. Mais pour conforter une réelle ambition sportive, cela restait difficile financièrement. Finalement, le 1er juillet 2000, il fusionna avec un club voisin, le FC Meerhof Willebroek (matricule 7587) pour former l'actuel K. VC Willebroek-Meerhof (matricule 85). En 2005, le club retrouva la "D3", mais il dut la quitter en mai 2009. 
Durant l'été 2010, le conseil d'administration annonce que le club est devant de gros problèmes financiers. Après de gros efforts d'ingéniosité administrative et financière, le matricule 85 peut aligner son une équipe « Premières » en « Promotion ». Malheureusement des délais de remboursement ne sont pas respectés et le mercredi 15 mars 2011, la fédération suspend le club. Cette suspension ne prenant effet que le lundi 21 mars, le club joue encore contre Wijgmaal (défaite 0-4). Un dernier sursis est obtenu et les Orangés s'alignent encore trois fois:
- « K. FC Duffel - K. VC Willebroek-Meerhof » 5-2, le 27 mars 2011 ;
- « K. VC Willebroek-Meerhof - Verbroedering Meldert » 1-9, le 6 avril 2011 ;
- « K. Lyra TSV - K. VC Willebroek-Meerhof » 4-1, le 17 avril 2011. En sauvant l'honneur avec le but du « 4-1 », Omer Hakizimana marque le tout dernier goal de l'Histoire centenaire du matricule 85. Car, le lendemain, la direction encore présente annonce que le club se met en liquidation volontaire de « l'ASBL KVCWM ». Il perd ses deux dernières rencontres sur un score de forfait. Si un repreneur se présente, le vieux club pourrait reprendre en 4e Provinciale, avec une appellation modifiée/adaptée[4]. On sait qu'il n'est est rien et que le matricule des tablettes fédérales.

## Willebroekse SV
Peu après la disparition du matricule 85, un nouveau club est constitué. Il reprend la dénomination historique de Willebroekse SV. L'URSBSFA lui attribue le matricule 9574.

## Palmarès
Le matricule 85 conquit trois titres en séries nationales:
- Champion de Division 3 : 1 (1965)
- Champion de Promotion : 2 (1953, 2005)

## Classements en séries nationales
Statistiques mises à jour le 30 juin 2010

### Bilan
| Niv | Divisions    | Jouées | Titres | TM Up | TM Down |
| --- | ------------ | ------ | ------ | ----- | ------- |
| I   | 1e nationale | 0      | 0      |       |         |
| II  | 2e nationale | 2      | 0      |       |         |
| III | 3e nationale | 43     | 1      |       |         |
| IV  | 4e nationale | 21     | 2      |       | 1       |
|     |              |        |        |       |         |
|     | TOTAUX       | 66     | 3      |       | 1       |

- TM Up= test-match pour départager des égalités, ou toutes formes de Barrages ou de Tour final pour une montée éventuelle.
- TM Down= test-match pour départager des égalités, ou toutes formes de Barrages ou de Tour final pour le maintien.

### Saisons
| Ordre | Saison    | Nom du club                           | Niveau                    | Classement final | Remarques                                   |
| ----- | --------- | ------------------------------------- | ------------------------- | ---------------- | ------------------------------------------- |
| 1     | 1936-37   | Willebroekse SV                       | Promotion (D3) série B    | 2e/14            |                                             |
| 2     | 1937-1938 | Willebroekse SV                       | Promotion (D3) série A    | 3e/14            |                                             |
| 3     | 1938-1939 | Willebroekse SV                       | Promotion (D3) série B    | 4e/14            |                                             |
|       | 1940-1941 | Compétitions régionales               |                           |                  |                                             |
| 4     | 1941-1942 | Willebroekse SV                       | Promotion (D3) série B    | 8e/11            |                                             |
| 5     | 1942-1943 | Willebroekse SV                       | Promotion (D3) série C    | 3e/15            |                                             |
| 6     | 1943-1944 | Willebroekse SV                       | Promotion (D3) série B    | 4e/16            |                                             |
|       | 1944-1945 | Compétitions interrompues             |                           |                  |                                             |
| 7     | 1945-1946 | Willebroekse SV                       | Promotion (D3) série A    | 13e/18           |                                             |
| 8     | 1946-1947 | Willebroekse SV                       | Promotion (D3) série A    | 11e/18           |                                             |
| 9     | 1947-1948 | Willebroekse SV                       | Promotion (D3) série C    | 7e/16            |                                             |
| 10    | 1948-1949 | Willebroekse SV                       | Promotion (D3) série D    | 2e/16            |                                             |
| 11    | 1949-1950 | Willebroekse SV                       | Promotion (D3) série C    | 6e/16            |                                             |
| 12    | 1950-1951 | Willebroekse SV                       | Promotion (D3) série D    | 6e/16            |                                             |
| 13    | 1951-1952 | K. Willebroekse SV                    | Promotion (D3) série C    | 5e/16            | Relégué                                     |
| 14    | 1952-1953 | K. Willebroekse SV                    | Promotion série D         | Champion         | Promu !                                     |
| 15    | 1953-1954 | K. Willebroekse SV                    | Division 3 série A        | 6e/16            |                                             |
| 16    | 1954-1955 | K. Willebroekse SV                    | Division 3 série A        | 7e/16            |                                             |
| 17    | 1955-1956 | K. Willebroekse SV                    | Division 3 série A        | 5e/16            |                                             |
| 18    | 1956-1957 | K. Willebroekse SV                    | Division 3 série B        | 3e/16            |                                             |
| 19    | 1957-1958 | K. Willebroekse SV                    | Division 3 série A        | 8e/16            |                                             |
| 20    | 1958-1959 | K. Willebroekse SV                    | Division 3 série B        | 5e/16            |                                             |
| 21    | 1959-1960 | K. Willebroekse SV                    | Division 3 série A        | 2e/16            |                                             |
| 22    | 1960-1961 | K. Willebroekse SV                    | Division 3 série A        | 2e/16            |                                             |
| 23    | 1961-1962 | K. Willebroekse SV                    | Division 3 série A        | 2e/16            |                                             |
| 24    | 1962-1963 | K. Willebroekse SV                    | Division 3 série B        | 8e/16            |                                             |
| 25    | 1963-1964 | K. Willebroekse SV                    | Division 3 série B        | 7e/16            |                                             |
| 26    | 1964-1965 | K. Willebroekse SV                    | Division 3 série A        | Champion         | Promu !                                     |
| 27    | 1965-1966 | K. Willebroekse SV                    | Division 2                | 12e/16           |                                             |
| 28    | 1966-1967 | K. Willebroekse SV                    | Division 2                | 16e/16           | Relégué !                                   |
| 29    | 1967-1968 | K. Willebroekse SV                    | Division 3 série A        | 11e/16           |                                             |
| 30    | 1968-1969 | K. Willebroekse SV                    | Division 3 série A        | 6e/16            |                                             |
| 31    | 1969-1970 | K. Willebroekse SV                    | Division 3 série B        | 7e/16            |                                             |
| 32    | 1970-1971 | K. Willebroekse SV                    | Division 3 série B        | 10e/16           |                                             |
| 33    | 1971-1972 | K. Willebroekse SV                    | Division 3 série A        | 15e/16           | Relégué !                                   |
| 34    | 1972-1973 | K. Willebroekse SV                    | Promotion série D         | 3e/16            |                                             |
| 35    | 1973-1974 | K. Willebroekse SV                    | Promotion série C         | 2e/16            | Promu !                                     |
| 36    | 1974-1975 | K. Willebroekse SV                    | Division 3 série A        | 2e/16            |                                             |
| 37    | 1975-1976 | K. Willebroekse SV                    | Division 3 série A        | 9e/16            |                                             |
| 38    | 1976-1977 | K. Willebroekse SV                    | Division 3 série A        | 7e/16            |                                             |
| 39    | 1977-1978 | K. Willebroekse SV                    | Division 3 série B        | 6e/16            |                                             |
| 40    | 1978-1979 | K. Willebroekse SV                    | Division 3 série A        | 14e/16           |                                             |
| 41    | 1979-1980 | K. Willebroekse SV                    | Division 3 série A        | 7e/16            |                                             |
| 42    | 1980-1981 | K. Willebroekse SV                    | Division 3 série A        | 14e/16           |                                             |
| 43    | 1981-1982 | K. Willebroekse SV                    | Division 3 série A        | 16e/16           | Relégué !                                   |
| 44    | 1982-1983 | K. Willebroekse SV                    | Promotion série B         | 7e/16            |                                             |
| 45    | 1983-1984 | K. Willebroekse SV                    | Promotion série B         | 9e/16            |                                             |
| 46    | 1984-1985 | K. Willebroekse SV                    | Promotion série B         | 13e/16           | Test-match.                                 |
| 47    | 1985-1986 | K. Willebroekse SV                    | Promotion série A         | 11e/16           |                                             |
| 48    | 1986-1987 | K. Willebroekse SV                    | Promotion série B         | 10e/16           |                                             |
| 49    | 1987-1988 | K. Willebroekse SV                    | Promotion série B         | 7e/16            |                                             |
| 50    | 1988-1989 | K. Willebroekse SV                    | Promotion série B         | 11e/16           |                                             |
| 51    | 1989-1990 | K. Willebroekse SV                    | Promotion série B         | 16e/16           | Relégué !                                   |
|       |           |                                       |                           |                  | séries provinciales                         |
| 52    | 1992-93   | K. Willebroekse SV                    | Promotion série B         | 4e/16            |                                             |
| 53    | 1993-94   | K. Willebroekse SV                    | Promotion série B         | 11e/16           |                                             |
| 54    | 1994-95   | K. Willebroekse SV                    | Promotion série B         | 16e/16           | Relégué !                                   |
|       |           |                                       |                           |                  | séries provinciales                         |
| 55    | 1998-99   | K. Willebroekse SV                    | Promotion série B         | 4e/16            |                                             |
| 56    | 99-2000   | K. Willebroekse SV                    | Promotion série B         | 7e/16            |                                             |
| 57    | 2000-01   | K. VC Willebroekse-Meerhof            | Promotion série B         | 11e/16           |                                             |
| 58    | 2001-02   | K. VC Willebroekse-Meerhof            | Promotion série B         | 5e/16            |                                             |
| 59    | 2002-03   | K. VC Willebroek-Meerhof              | Promotion série B         | 5e/16            |                                             |
| 60    | 2003-04   | K. VC Willebroek-Meerhof              | Promotion série B         | 10e/16           |                                             |
| 61    | 2004-05   | K. VC Willebroek-Meerhof              | Promotion série B         | Champion         | Promu !                                     |
| 62    | 2005-06   | K. VC Willebroek-Meerhof              | Division 3 série A        | 11e/16           |                                             |
| 63    | 2006-07   | K. VC Willebroek-Meerhof              | Division 3 série A        | 13e/16           |                                             |
| 64    | 2007-08   | K. VC Willebroek-Meerhof              | Division 3 série A        | 8e/16            |                                             |
| 65    | 2008-09   | K. VC Willebroek-Meerhof              | Division 3 série B        | 5e/16            |                                             |
| 66    | 2009-10   | K. VC Willebroek-Meerhof              | Division 3 série A        | 19e/19           | Relégué !                                   |
| 67    | 2010-11   | K. VC Willebroek-Meerhof              | Promotion série B         | 16               | Le club est suspendu à partir du 01/04/2011 |
|       | 01/04/11  | K. VC Willebroek-Meerhof est suspendu | Le matricule 85 disparaît |                  |                                             |